# أيسولو تينيبيكوفا
أيسولو تينيبيكوفا (القرغيزية: Айсулуу Тыныбекова، من مواليد 4 مايو 1993 في بيشكيك) هي لاعبة مصارعة حرة قيرغيزستانية. فازت بالميدالية الفضية في منافسات سيدات 62 كجم في أولمبياد صيف 2020 التي أقيمت في طوكيو، اليابان. كما شاركت في منافسات وزن 63 كجم للسيدات في الألعاب الأولمبية الصيفية 2012، أول امرأة تصارع لصالح قيرغيزستان في الألعاب الأولمبية. هدد نزاع قانوني بمنع تاينيبيكوفا من المنافسة في لندن، لكن القضية تأجلت إلى ما بعد الألعاب. تم إقصاء تينيبيكوفا في نهائيات 1/8 بواسطة هينا جوهانسون.
اعتبارًا من صيف عام 2016، شاركت تينيبيكوفا في أربع بطولات عالمية (أعلى مركز لها كان السابع في عام 2013) وأربع بطولات آسيوية، ولم تنهي البطولة بأقل من المركز الثالث وفازت بفئة 58 كجم في عام 2016.
في دورة الألعاب الأولمبية الصيفية 2016، فازت تينيبيكوفا في الدور الثماني وربع النهائي، ثم خسرت في الدور قبل النهائي أمام الروسية فاليريا كوبلوفا الفائزة بالميدالية الفضية في نهاية المطاف. ثم خسرت بعد ذلك مباراة الميدالية البرونزية الثانية أمام ساكشي مالك من الهند في المصارعة الحرة للسيدات وزن 58 كجم في دورة الألعاب الأولمبية الصيفية 2016.
في 13 مايو 2017، حصلت تينيبيكوفا على الميدالية الذهبية في بطولة آسيا 2017 (نيودلهي، الهند). في 23 أغسطس 2017، حصلت على الميدالية البرونزية في بطولة العالم 2017 في باريس، فرنسا، بعد هزيمتها للسيدة رونغ نينغ نينغ (الصين) في مصارعة وزن 58 كجم. في عام 2020، فازت بالميدالية الذهبية في وزن 62 كجم في بطولة كأس العالم للمصارعة الفردية 2020 التي أقيمت في بلغراد، صربيا.

## نشأتها
ولدت تينيبيكوفا في 04 مايو 1993، في قرية كوشكور، التابعة لمنطقة نارين، شمال قيرغيزستان. في الخامسة عشرة من عمرها، اكتشفت تينيبيكوفا رياضة المصارعة الحرة، وبعد أربع سنوات أصبحت أول امرأة تُمثل قيرغيزستان في الألعاب الأولمبية.
قبل مسيرتها في المصارعة، لعبت كرة السلة وتدربت على فنون الكاراتيه القتالية. في عام 2009، انضمت إلى فريق المصارعة الوطني القيرغيزي، وفي عام 2013، تم اختيارها كواحدة من أفضل الرياضيات لهذا العام في قيرغيزستان. بالإضافة إلى ذلك، حصلت على لقب أستاذ الرياضة من الدرجة الدولية في قيرغيزستان في عام 2015. كما درست الاقتصاد في الجامعة التقنية الحكومية في قيرغيزستان في بيشكيك.

## المسيرة المهنية
بدأت أيسولو مسيرتها الدولية في المصارعة عام 2009، وأصبحت بطلة آسيا للناشئين والشباب.

### 2012
في عام 2012، أصبحت أول مصارعة من قيرغيزستان تتأهل للأولمبياد بفوزها بالميدالية الفضية في بطولة التصفيات الآسيوية الأولمبية في وزن ٦٣ كجم في المصارعة الحرة للسيدات. أُقصيت من البطولة على يد هينا جوهانسون. وفي وقت لاحق من العام، فازت بالميدالية البرونزية في بطولة إسبانيا المفتوحة التي أقيمت في مدريد.

### 2013
عادت أيسولو أقوى من خسارتها الأولمبية عام 2013، حيث فازت بالميدالية البرونزية في وزن 59 كجم. وفي وقت لاحق من العام، فازت بالميدالية البرونزية في بطولة كليبان المفتوحة للسيدات في السويد. تبع ذلك مشاركتها في بطولة العالم للمصارعة في بودابست، المجر. فازت على منافساتها في دور 32 ودور 16، قبل أن تُقصيها طيبة يوسين، الحائزة على الميدالية الفضية. مع وصول يوسين إلى النهائيات، أتيحت لها فرصة المنافسة على الميدالية البرونزية. إلا أنها أُقصيت على يد تيتيانا لافرينشوك في الجولة الثانية من التصفيات. في ذلك العام، اختيرت أيضًا كأفضل رياضية في قيرغيزستان.

### 2014
كان عام 2014 عامًا مهمًا لأيسولو. بدأت مشوارها في بطولة آسيا للمصارعة في أستانا، وفازت بالميدالية الفضية هناك. وفي البطولة، هزمت منافستها اليابانية هاروكا ساتو. إلا أنها لم تفز بالميدالية الذهبية، حيث خسرت أمام الصينية تشانغ لان في النهائيات. تبع ذلك فوزها بالميدالية الفضية في سباق الجائزة الكبرى الألماني قبل مشاركتها في بطولة العالم. هناك، خرجت من دور الستة عشر على يد آلي راجان من الولايات المتحدة.
بعد خسارتها في الجولة الافتتاحية أمام سونديفين بيامباتسرين، الحائزة على الميدالية الفضية، واصلت أيسولو تألقها في دورة الألعاب الآسيوية 2014 لتحصد الميدالية البرونزية في جولات الإعادة بفوزها على جونغ إن-سون.

### 2015
واصلت أيسولو أداءها القوي بعد دورة الألعاب الآسيوية. في عام 2015 فازت بالميدالية الفضية في جائزة إيفان ياريجين الكبرى. تبع ذلك تكرار فوزها بالميدالية الفضية في بطولة آسيا عام 2015 بعد خسارتها أمام بطلة العالم عشر مرات كاوري إيتشو في النهائيات. قدمت أداءً قويًا في إسبانيا والجائزة الكبرى الذهبية بفوزها بالميدالية الفضية في كل منهما. في بطولة العالم لعام 2015، هُزمت في الجولة الأولى على يد الحائزة على الميدالية الفضية بيترا أولي في النهاية. مع وصول أولي إلى النهائيات، حصلت أيسولو على جولات الإعادة. فازت في الجولة الأولى ضد ميشيل فازاري لكنها خسرت أمام جوهانا ماتسون في الجولة التالية.

### 2016
بدأت أيسولو عام 2016 بقوة. جاءت في أقوى حالاتها عندما فازت بالميدالية الذهبية في بطولة آسيا 2016. تبع ذلك ميدالية ذهبية قوية أخرى في بطولة FILA الآسيوية المؤهلة للألعاب الأولمبية. قبل دخولها الأولمبياد فازت بالميدالية الفضية في بطولة بولندا المفتوحة. أولمبياد ريو ٢٠١٦ ====
كانت أيسولو مرشحة بقوة للفوز بميدالية لبلادها في أولمبياد ريو. تغلبت على جويس سيلفا في دور الستة عشر وبيترا أولي في دور الثمانية قبل أن تخسر أمام فاليريا كوبلوفا في نصف النهائي. حصلت على فرصة الفوز بالميدالية البرونزية لكنها خسرت أمام ساكشي مالك.

### 2020
في عام 2020، فازت بالميدالية الذهبية في مسابقة 62 كجم للسيدات في كأس العالم للمصارعة الفردية 2020 التي أقيمت في بلغراد، صربيا.

### 2021
في عام 2021، فازت بالميدالية الذهبية في منافساتها في بطولة بولندا المفتوحة 2021 التي أقيمت في وارسو، بولندا. حصلت أيسولو تينيبيكوفا على الميدالية الفضية في منافسات 62 كجم، لتصبح أول امرأة من قرغيزستان تفوز بالميدالية الفضية في الألعاب الأولمبية.

### 2022
في عام 2022، شاركت في بطولة يسار دوغو 2022 التي أقيمت في إسطنبول، تركيا. حصلت على الميدالية الذهبية في وزن 62 كجم في دورة ألعاب التضامن الإسلامي 2021 التي أقيمت في قونيا بتركيا.خسرت مباراة الميدالية البرونزية في حدث 62 كجم في بطولة العالم للمصارعة 2022 التي أقيمت في بلغراد، صربيا.

### 2023
فازت تينيبيكوفا بالميدالية الذهبية في منافساتها في بطولة إبراهيم مصطفى 2023 التي أقيمت في الإسكندرية، مصر. في يونيو، خسرت تينيبيكوفا أمام الروسية ألينا كاسابيفا في دوري بودوبني للمصارعة 5 الذي أقيم في فلاديكافكاز، روسيا.
فازت بإحدى الميداليات البرونزية في مسابقة 62 كجم سيدات في دورة الألعاب الآسيوية 2022 التي أقيمت في هانغتشو، الصين.

### 2024
فازت تينيبيكوفا بإحدى الميداليات البرونزية في مسابقة وزن 62 كجم سيدات في دورة الألعاب الأولمبية الصيفية 2024 في باريس، فرنسا. هزمت بوريفدورجين أورخون من منغوليا في مباراة الميدالية البرونزية.